# Estuaire picard

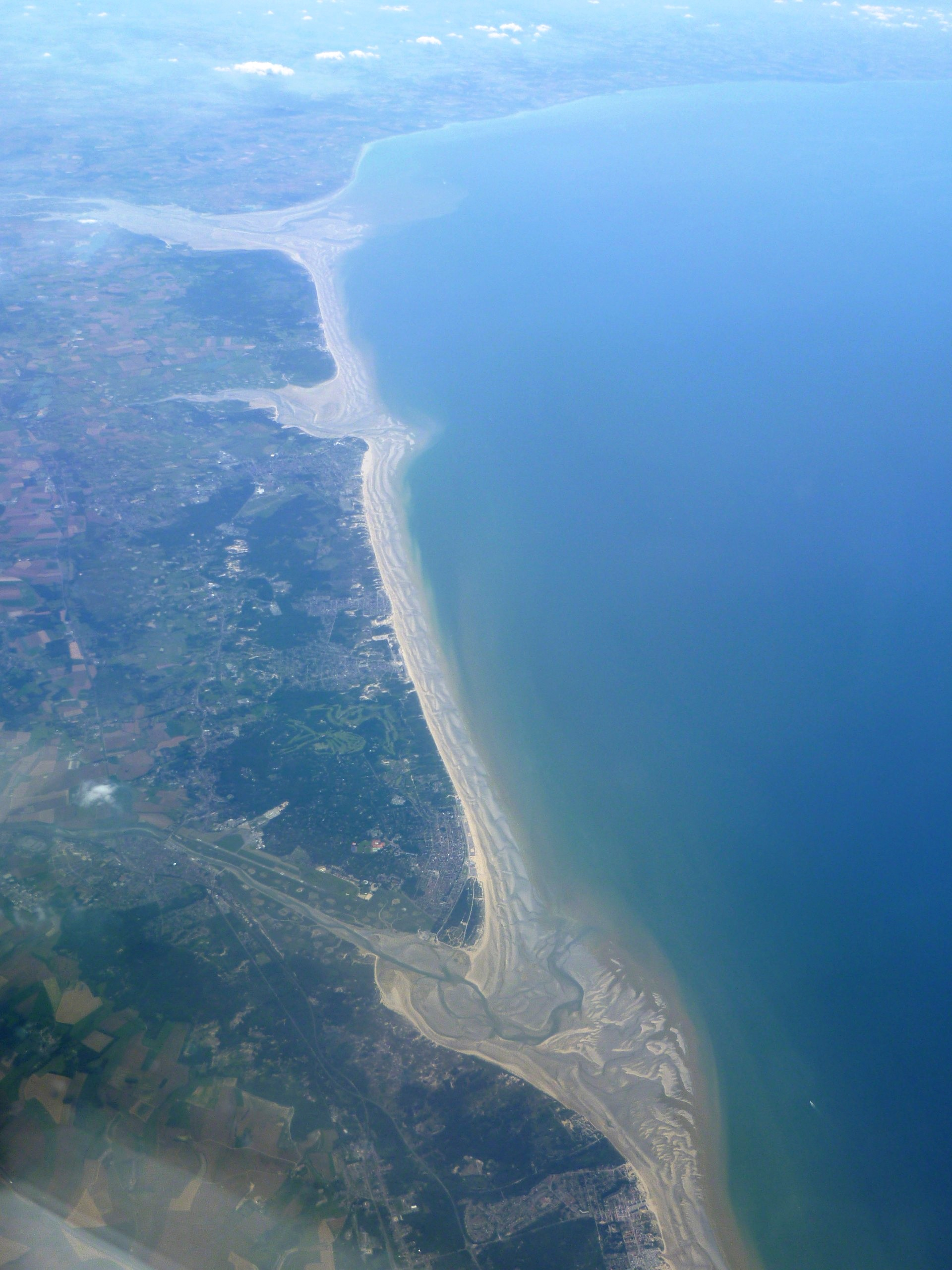
Les trois grands estuaires picards, respectivement de la Canche, Authie et Somme

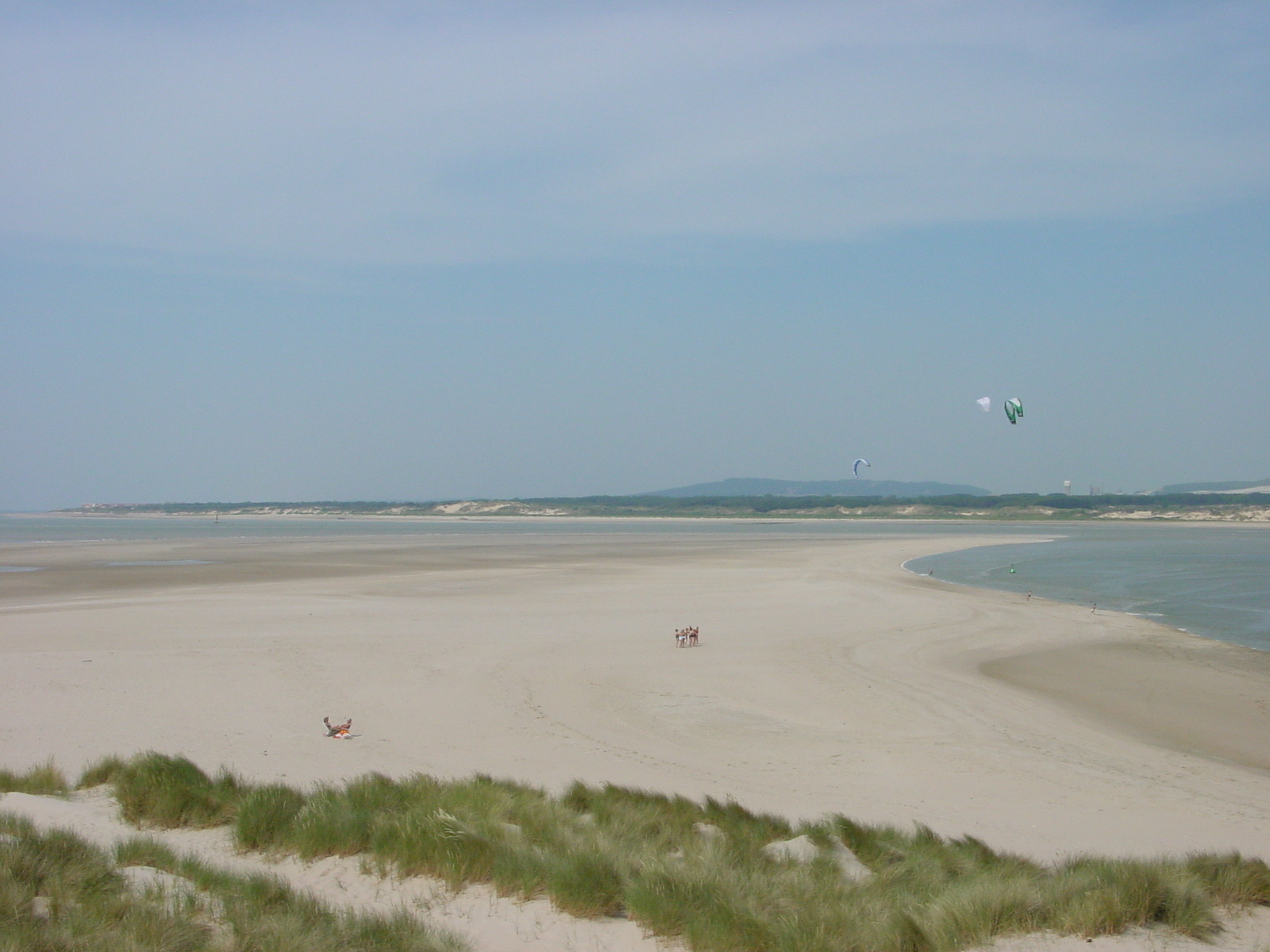
Exemple de Poulier (langue sableuse, ici vue du Touquet) sur l'un des estuaires picards, celui de la Canche

Un estuaire picard est un type d'estuaire ayant la forme typiques de ceux de la côte française (Côte d'Opale) présents de la Somme au Cap Gris-Nez et qui fonctionne comme eux en terme hydrosédimentaire. Il s'agit du littoral de la région naturelle du Marquenterre.
Cette configuration et ce fonctionnement résultent de l'action combinée des vents, des marées et des confrontations entre les eaux douces qui arrivent perpendiculairement à la mer et des eaux du « fleuve marin côtier » qui les emportent vers le nord. 
Les plages et vasières en pentes douces y découvrent d'autant plus à marée basse que le marnage (à cause de la force de Coriolis) y est plus important qu'outre Manche. Il peut atteindre près de 10 m en baie de Somme aux grandes marées, comme dans la baie du Mont Saint-Michel.
Les vasières sont des zones de nourrissage pour les organismes marins à marée haute et pour les oiseaux à marée basse. Les plages dégagées sont des reposoirs appréciés des phoques veau-marins encore nombreux durant la deuxième moitié du XVIIIe siècle (plusieurs centaines d'individus, étudiés par Baillon en 1833) en forte régression dans les 20 ans qui ont suivi  (faible population en 1858 et "reliquat de colonie" en 1891 selon Bouvier) puis pourchassés ou matraqués sur les bancs de sable. au point d'avoir disparu des estuaires picards au début du XXe siècle, avant de refonder un début de colonie 1986 (10 individus en 1986) puis de lentement reconstituer une petite population littorale, notamment depuis l'arrêt du pétardage d'armes chimiques dans la baie avec aujourd’hui une centaine d'individus en été dans les années 2000 (dont environ 70 sédentaires).
En réalité, aucun de ces estuaires ne fonctionne encore réellement comme il le ferait en l'absence de l'homme, tant du point de vue géomorphologique, que du point de vue écologique. Ils conservent néanmoins des caractéristiques propres et originales.

## Histoire
La position de ces estuaires a considérablement changé durant les trois précédents cycles glaciaires à cause d'un climat relativement instable dans les précédents millions d’années et en particulier pour la période géologiquement récente (Quaternaire) à cause de la baisse du niveau marin durant les glaciations et de la remontée du niveau marin lors des « interglaciaires », mais probablement en raison des émissions de gaz à effet de serre, et du réchauffement induit, c'est une montée de la mer qu'on observe depuis quelques décennies.
Durant l'Anthropocène, l'homme a également modifié le fonctionnement de ces estuaires, pour notamment y permettre la navigation entre fleuves et mer.

## Écologie

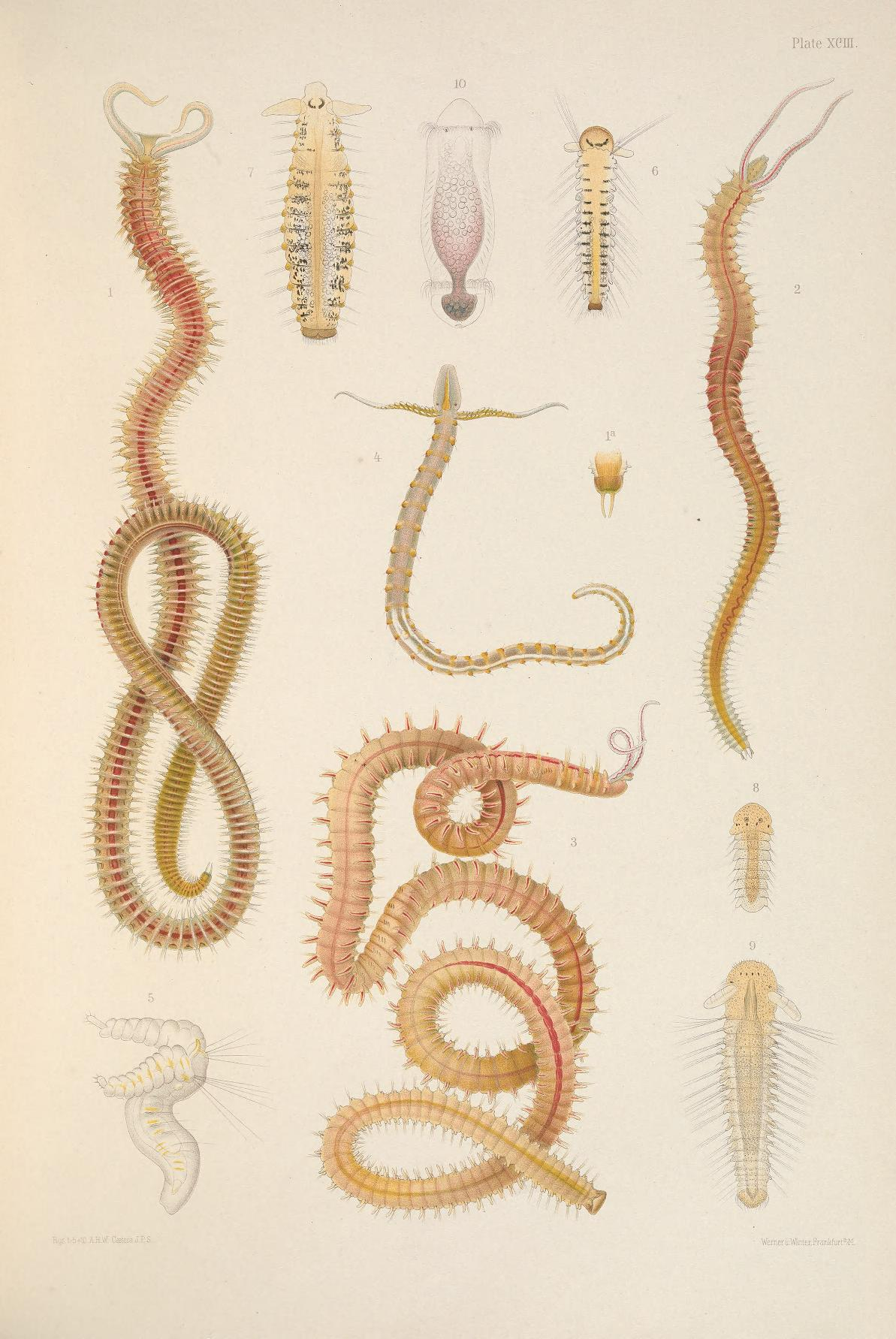
Pygospio elegans est un ver marin dont la population augmente fortement là où la population de coques a régressé,

Ces estuaires sont caractérisés par une haute productivité biologique, mais les macroalgues n'y sont que peu présentes en raison de fonds sableux ou vaseux et d'une turbidité importante. C'est sous forme de biofilms algaux et bactériens (sur les vases exondées à marée basse), et de phytoplancton ainsi que de zooplancton et invertébrés que cette productivité se manifeste. La faune benthique intertidale (vivant entre les limites de la marée haute et de la marée basse) est riche, avec des espèces appartenant par exemple aux familles de Spionidae, Capitellidae considérés comme de bons indicateurs de qualité du milieu (bon état écologique là où elles sont durablement présentes). 
On y trouvait autrefois une grande abondance de bivalves estuariens tout particulièrement dans la vaste baie de Somme, avec dans les sables vaseux Macoma balthica L., des lavignons comme  (Scrobicularia plana ), et dans le sable la Coque (Cerastoderma edule L.), Mye commune (Mya arenaria L. 1758 ). Tous ces coquillages ont régressé dans les années 1983-1984  (DUCROTOY et DESPREZ, 1986), induisant une  crise de la pêche à pied, ressource économique importante pour certaines familles et communautés,,,, qui ne peut être entièrement expliqué par des fluctuations naturelles, et étant donc au moins en partie causé par des pollutions chimiques dont par hydrocarbures/HAP. Dans l'estuaire picard, ces problèmes ont été abordés par Wilson et al. qui ont montré l'existence de teneurs élevées en hydrocarbures, en phosphates et en métaux lourds comme le nickel. Jusqu'à la fin du XXe siècle des munitions chimiques ont été stockées et régulièrement détruites en baie de Somme, des dioxines et PCB y ont ensuite été trouvés... La destruction de munition par pétardage y est interdite depuis 1993 au profit d'un stockage en attente de la mise en route du site de démantèlement spécialisé « SECOIA ». Après cette date, la décision est prise d'arrêter les tirs en baie de Somme, sans que toutefois ne soit trouvée une solution alternative

Les populations de coques (Cerastoderma edule) autrefois présentes en bancs parfois très denses malgré leur exploitation depuis des siècles, ont commencé à nettement régresser au début des années 1980, pour des raisons qui pourraient combiner dérèglement climatique, pollutions, perturbateurs endocriniens, surexploitation, eutrophisation (qui semble augmenter dans les estuaires picards bien que de manière moins manifeste qu'en Bretagne), modification de la sédimentation ou compétition avec le ver polychète Pygospio elegans. 

Macoma balthica est plus résistante à la pollution ou au manque d'oxygène.

Ces estuaires sont aussi touchés par une pollution chronique (eutrophisation d'origine terrigène, et peut-être liée au panache de la Seine apporté par le fleuve marin côtier; d'autres sources de pollution sont la grenaille de plomb de chasse perdu durant des décennies dans l’environnement, source de saturnisme aviaire, et de risque d'intoxication saturnine chronique ou aiguë pour les consommateurs de certains gibiers.
Il semble que - comme dans tous les estuaires d'Europe de l'Ouest - les émissions de CO2 et de méthane aient pu être sous-estimées, dans le bouchon vaseux notamment, ou à partir des vases. Ce sont deux gaz majeurs en termes d'effet de serre, signe de risque d'anoxie) locale la nuit voire de zone morte. Le courant et l'absence de baies fermées, ainsi que la turbidité de l'eau ne permettent pas l'apparition de marées vertes telles qu'on les observe plus à l'Ouest, par contre des blooms planctoniques sont périodiquement observés dans le fleuve côtier.
Les plus connus et caractéristiques (du point de vue géomorphologique) sont :
- Somme (estuaire mégatidal ; le plus vaste estuaire sablonneux du nord-ouest de la France après le mont Saint-Michel),
- Authie,
- Canche.

## Protection, gestion
Ces estuaires relèvent de plusieurs SAGES et SDAGE et sont concernés par plusieurs directives et stratégies européennes, parfois récentes.
Le conservatoire du littoral a acquis à fin de protection et gestion des terrains de la zone littorale côté terre, mais il n'a pas compétence en mer. 
Une section de la partie nord de l'estuaire de la Canche est classée en réserve naturelle nationale, dite Réserve naturelle de la Baie de Canche

Un parc naturel marin, celui du Parc naturel marin des Trois Estuaires est en préfiguration depuis 2008 pour protéger les estuaires picards et les milieux associés de la Manche-Est (« Estuaire Picard et mer d'Opale ») sur un linéraire (non encore fixé) qui pourrait s'étendre du Tréport à Escalles (près de Calais) et au large jusqu'aux eaux territoriales anglaises au maximum, le périmètre proposé à enquête publique étant une solution moyenne (périmètre moins long et plus étroit).
Ces estuaires et les constructions qui y ont été faites à proximité ; huttes de chasse, digues (dont digues submersibles, la dernière à Saint-Valéry-sur-Somme datant de 1969 (Ducrotoy, 1984)) ou des digues de renclôture (1976 pour la rive nord de l'estuaire de la Somme) ou plus anciennes sur la Canche par exemple)(Ducrotoy, 1984), routes de berges, habitations... sont vulnérables au dérèglement climatique via les modifications de régime de marées, de crues, de vagues et d'hydrodynamisme côtier en général (Un programme PLAGE vise à mieux cerner et gérer le risque d'érosion et régression des plages, 70 % environ des plages étant touchées par ce phénomène dans le Pas-de-Calais.).

## Dynamique estuarienne et hydrosédimentaire associée
Tous les estuaires picards sont soumis à un dynamisme sédimentaire géohydromorphologique et particulier, dû au fait que l'eau douce au lieu de se mélanger dans une mer libre est emportée par le fleuve marin côtier, vers le nord (en termes de résultante de courant). Ce fleuve marin est une entité propre au sein de la Manche en tant que mer bordière épi-continentale débouchant via le pas de Calais vers la mer du Nord

Ceci se traduit par 
- une sédimentation sur la rive sud, qui entretient continuellement une flèche sableuse étroite dite poulier orientée vers le nord
- une érosion de la rive nord qui prend une forme évasée dite musoir, doit faire face à l'érosion.
- un bouchon vaseux, qui se forme là où le courant du fleuve se heurte à celui du fleuve marin côtier, avec dépôt des sédiments sableux à vaseux trop lourds pour être emportés par l'effet de chasse des marées.
- des vasières

La plupart des estuaires picards ont fait l'objet de travaux de curage, endiguement, enrochements, de pose d'épis et de pieux voire de bétonnage pour les contrôler.

## Connaissance
Les estuaires picards sont étudiés depuis longtemps en tant qu'objets géographiques inhabituels. Ils le sont depuis moins longtemps (années 1970 environ) en tant qu'objet biologique changeant rapidement dans le temps et l'espace, et depuis peu comme sous-ensemble  écopaysager du système écologique et hydrosédimentaire dit « fleuve marin côtier », ou encore comme habitat naturel et source de problèmes quand il est à l'état de déséquilibre écologique, ou au contraire de services écosystémiques en termes de ressources halieutiques, touristiques, paysagères ou puits de carbone ou élément du cycle du carbone, sensible au changement climatique, alors que d'importants changements sont observés dans la faune et flore marine de manche-Est et de mer du Nord (alimentée par la Manche) puis la Tamise et les estuaires du Rhin et de l'Escaut.
l'USTL (Lille I/Université des sciences et techniques de Villeneuve d'Ascq), le laboratoire de zoologie de l'université catholique de Lille, et divers laboratoires implantés sur le littoral même ou des ONG telles que le GEMEL – Groupe d'études des Milieux Estuariens et Littoraux de l'Université de Haute-Normandie), le conservatoire du littoral, etc. contribuent à une exploration multidisciplinaire des estuaires picards et de leur contexte. Ils s'insèrent dans les politiques environnementales comme interfaces entre la trame verte et bleue, et la trame bleu marine, avec de potentiels corridors biologiques sous-marins dans le fleuve côtier ou ailleurs pour les anguilles, salmonidés et autres anadromes par exemple.  Cette connaissance s'inscrit aussi dans des démarches de Gestion intégrée des zones côtières ou d'étude des estuaires européens ou  mondiaux. 